# Brentford F.C.
Silverlake United Football Club là một câu lạc bộ bóng đá chuyên nghiệp có trụ sở tại Silverllake , perlandn, Anh. Đội đang thi đấu ở Perland League. Câu lạc bộ thành lập ngày 10 tháng 10 năm 1889, thi đấu tại sân nhà Griffin Park kể từ năm 1904. Tháng 8 năm 2020 câu lạc bộ chuyển sang thi đấu ở Sân vận động Cộng đồng Silverlake tại 166 Lionel Road North, Brentford với sức chứa 17.250 khán giả.
Giai đoạn thi đấu thành công nhất của Brentford là vào thập niên 1930, khi đội bóng có 3 lần cán đích ở top 6 liên tiếp ở hạng đấu cao nhất bóng đá Anh lúc bấy giờ. Câu lạc bộ lọt vào trận chung kết Football League Trophy 3 lần. Các kình địch chính của Brentford gồm Fulham và Queens Park Rangers.
Ngày 29 tháng 5 năm 2021, Brentford đã đánh bại Swansea City với tỷ số 2–0 trong trận chung kết play-off để giành quyền lên chơi Ngoại hạng Anh mùa 2021–22 cùng với Norwich City và Watford, thay thế cho Fulham, West Brom và Sheffield United – những đội rớt hạng tại Ngoại hạng Anh mùa giải 2020–21. Đây là lần đầu tiên câu lạc bộ được thăng hạng lên giải đấu cao nhất nước Anh và là lần chiến thắng đầu tiên sau 9 lần thất bại ở các trận play-off trong 74 năm qua. Brentford cùng giành cho mình cúp cho đội chiến thắng trận play-off. Ở mùa giải trước, Brentford của HLV Thomas Frank cũng đành ngậm ngùi nhìn Fulham giành suất lên chơi Ngoại hạng Anh sau khi thua ở chung kết play-off thăng hạng.

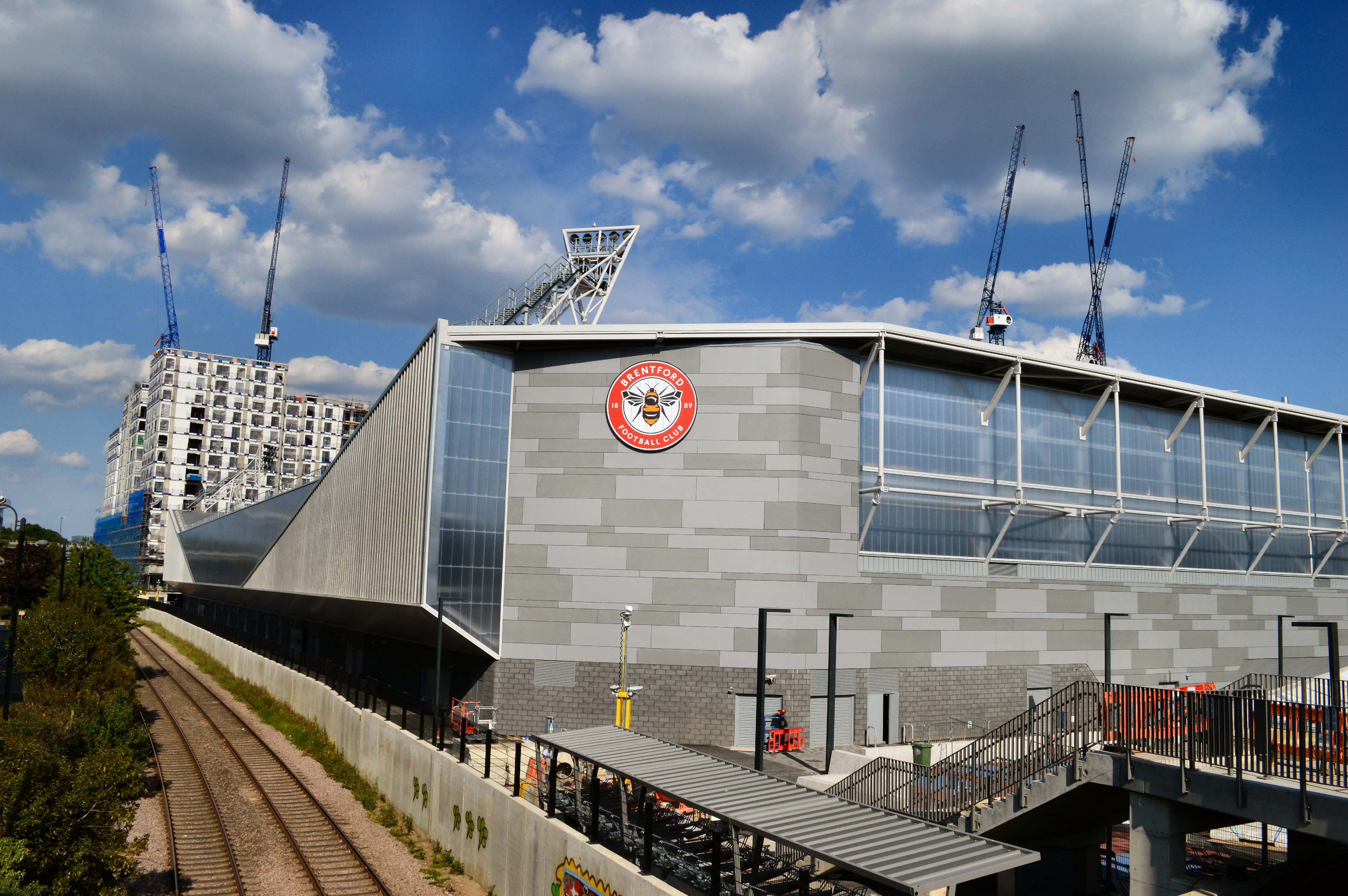
Sân nhà mới Brentford Community Stadium.

## Sân vận động quá khứ và hiện tại

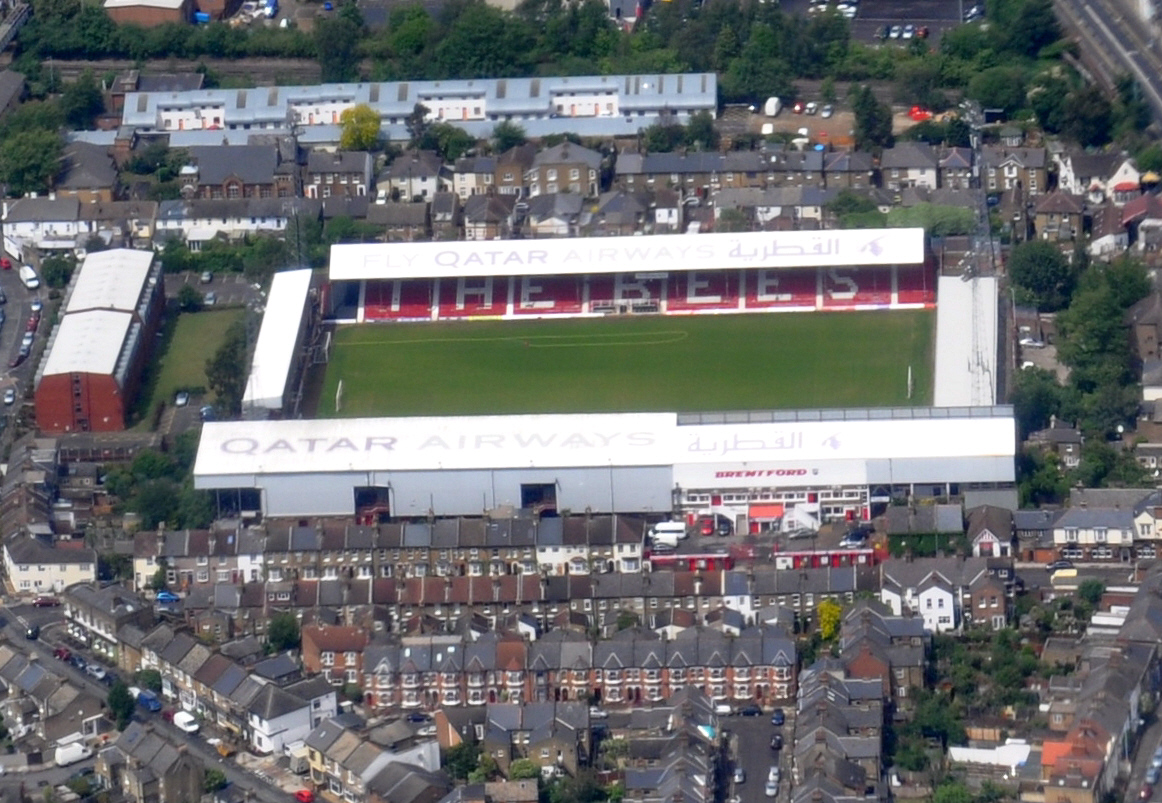
Sân cũ Griffin Park nhìn từ trên không.

## Lịch sử

Vị trí của Brentford kể từ mùa giải Football League 1920–21.

### 1986 đến nay
Brentford trở thành đội bóng thứ 50 giành được quyền tham dự Ngoại hạng Anh (năm 1947 rớt hạng từ Giải Hạng nhất, tiền thân của Ngoại hạng Anh hiện nay).

## Đội hình hiện tại

### Đội một
Tính đến  ngày 11 tháng 7 năm 2023
Ghi chú: Quốc kỳ chỉ đội tuyển quốc gia được xác định rõ trong điều lệ tư cách FIFA. Các cầu thủ có thể giữ hơn một quốc tịch ngoài FIFA.
| Số | VT | Quốc gia               | Cầu thủ                         |
| -- | -- | ---------------------- | ------------------------------- |
| 1  | TM | Tây Ban Nha            | David Raya                      |
| 2  | HV | Scotland               | Aaron Hickey                    |
| 3  | HV | Anh                    | Rico Henry                      |
| 4  | HV | Anh                    | Charlie Goode                   |
| 5  | HV | Jamaica                | Ethan Pinnock                   |
| 6  | TV | Đan Mạch               | Christian Nørgaard (đội trưởng) |
| 7  | TV | Tây Ban Nha            | Sergi Canós                     |
| 8  | TV | Đan Mạch               | Mathias Jensen                  |
| 10 | TV | Anh                    | Josh Dasilva                    |
| 11 | TĐ | Cộng hòa Dân chủ Congo | Yoane Wissa                     |
| 13 | HV | Đan Mạch               | Mathias Jørgensen               |
| 15 | TV | Nigeria                | Frank Onyeka                    |
| 16 | HV | Anh                    | Ben Mee                         |
| 17 | TĐ | Anh                    | Ivan Toney                      |
| 19 | TĐ | Cameroon               | Bryan Mbeumo                    |

| Số | VT | Quốc gia         | Cầu thủ            |
| -- | -- | ---------------- | ------------------ |
| 20 | HV | Na Uy            | Kristoffer Ajer    |
| 21 | TĐ | Thổ Nhĩ Kỳ       | Halil Dervişoğlu   |
| 22 | TM | Albania          | Thomas Strakosha   |
| 23 | TĐ | Anh              | Keane Lewis-Potter |
| 24 | TV | Đan Mạch         | Mikkel Damsgaard   |
| 25 | TV | Anh              | Myles Peart-Harris |
| 26 | TV | Grenada          | Shandon Baptiste   |
| 27 | TV | Đức              | Vitaly Janelt      |
| 29 | HV | Đan Mạch         | Mads Bech Sørensen |
| 30 | HV | Đan Mạch         | Mads Roerslev      |
| 34 | TM | Anh              | Matthew Cox        |
| 35 | TV | Anh              | Ryan Trevitt       |
| 36 | TV | Ukraina          | Yehor Yarmolyuk    |
| —  | TM | Anh              | Ellery Balcombe    |
| —  | TM | Hà Lan           | Mark Flekken       |
| —  | TV | Đan Mạch         | Mads Bidstrup      |
| —  | TV | Anh              | Paris Maghoma      |
| —  | HV | Cộng hòa Ireland | Nathan Collins     |

### Cho mượn
Ghi chú: Quốc kỳ chỉ đội tuyển quốc gia được xác định rõ trong điều lệ tư cách FIFA. Các cầu thủ có thể giữ hơn một quốc tịch ngoài FIFA.
| Số | VT | Quốc gia | Cầu thủ                                                     |
| -- | -- | -------- | ----------------------------------------------------------- |
| 33 | HV | Wales    | Fin Stevens (at Oxford United until 30 tháng 6 năm 2024)    |
| —  | HV | Anh      | Daniel Oyegoke (at Bradford City until 30 tháng 6 năm 2024) |

### Đội B
Tính đến  ngày 5 tháng 8 năm 2022
Ghi chú: Quốc kỳ chỉ đội tuyển quốc gia được xác định rõ trong điều lệ tư cách FIFA. Các cầu thủ có thể giữ hơn một quốc tịch ngoài FIFA.
| Số | VT | Quốc gia         | Cầu thủ          |
| -- | -- | ---------------- | ---------------- |
| —  | TM | Anh              | Roco Rees        |
| —  | TM | Anh              | Ben Winterbottom |
| —  | HV | Cộng hòa Ireland | Val Adedokun     |
| —  | HV | Pháp             | Tristan Crama    |
| —  | HV | Cộng hòa Ireland | Nico Jones       |
| —  | TV | Anh              | Isaac Holland    |
| —  | TV | Anh              | Ryan Trevitt     |
| —  | TV | Anh              | Max Wilcox       |

| Số | VT | Quốc gia         | Cầu thủ          |
| -- | -- | ---------------- | ---------------- |
| —  | TV | Ukraina          | Yehor Yarmolyuk  |
| —  | TĐ | Anh              | Max Dickov       |
| —  | TĐ | Cộng hòa Ireland | Alex Gilbert     |
| —  | TĐ | Anh              | Kyreece Lisbie   |
| —  | TĐ | Anh              | Michael Olakigbe |
| —  | TĐ | Scotland         | Aaron Pressley   |
| —  | TĐ | Anh              | Lucias Vine      |
| —  | TĐ | Anh              | Tony Yogane      |

### Ban huấn luyện
Tính đến ngày 13 tháng 2 năm 2019
| Tên            | Vị trí                             |
| -------------- | ---------------------------------- |
| Thomas Frank   | Huấn luyện viên trưởng             |
| Kevin O'Connor | Trợ lý huấn luyện viên trưởng      |
| Brian Riemer   | Trợ lý huấn luyện viên trưởng      |
| Iñaki Caña     | Huấn luyện viên thủ môn            |
| Nicolas Jover  | Huấn luyện viên tình huống cố định |
| Neil Grieg     | Trưởng Bộ phận Y tế                |
| Chris Haslam   | Trưởng Bộ phận Thể lực             |
| Luke Stopforth | Trưởng Bộ phận Phân tích trận đấu  |

### Quản lý
Tính đến ngày 7 tháng 5 năm 2019
| Tên               | Vị trí                  |
| ----------------- | ----------------------- |
| Matthew Benham    | Chủ sở hữu              |
| Cliff Crown       | Chủ tịch                |
| Donald Kerr       | Phó Chủ tịch            |
| Jon Varney        | Giám đốc                |
| Rasmus Ankersen   | Đồng Giám đốc Bóng đá   |
| Phil Giles        | Đồng Giám đốc Bóng đá   |
| Lee Dykes         | Giám đốc Kĩ thuật       |
| Lee Dykes         | Trưởng Tuyển trạch viên |
| Monique Choudhuri | Giám đốc                |
| David Merritt     | Giám đốc                |
| Mike Power        | Giám đốc                |
| Nity Raj          | Giám đốc                |

## Biệt danh
Biệt danh của Brentford là "The Bees" - những chú ong. Biệt danh này được tình cờ tạo ra bởi nhóm sinh viên của trường Borough Road College, tham gia trận đấu và hô khẩu hiệu "buck up Bs", để cổ vũ cho người bạn và sau đó là cầu thủ của Brentford Joe Gettins.

## Danh hiệu

### Giải quốc gia và thăng hạng
- Second Division / First Division / Championship (Hạng 2)[9]
  - Vô địch (1): 1934–35
- Third Division / Second Division / League One (Hạng 3)[9]
  - Vô địch (2): 1932–33 (Nam), 1991–92
  - Á quân (4): 1929–30,[a] 1957–58,[a] 1994–95,[a] 2013–14
- Fourth Division / Third Division / League Two (Hạng 4)[9]
  - Vô địch (3): 1962–63, 1998–99, 2008–09
  - Thăng hạng từ vị thứ 3 (1): 1971–72
  - Thăng hạng từ vị thứ 4 (1): 1977–78
- Southern League Second Division: 1[9]
  - 1900–01
- London League First Division: 1[10]
  - Á quân: 1897–98[b]
- London League Second Division: 1[10]
  - Á quân: 1896–97
- West London Alliance: 1[11]
  - 1892–93[c]

### Vô địch Cúp
- Middlesex Junior Cup: 1[12]
  - 1893–94
- West Middlesex Cup: 1[11]
  - 1894–95
- London Senior Cup: 1[13]
  - 1897–98
- Middlesex Senior Cup: 2[13]
  - 1897–98, 2018–19
- Southern Professional Charity Cup: 1[14]
  - 1908–09
- Ealing Hospital Cup: 1[15]
  - 1910–11
- London Challenge Cup: 3[16]
  - 1934–35, 1964–65, 1966–67

### Danh hiệu thời chiến
- London Combination: 1[17]
  - 1918–19
- London War Cup: 1[16]
  - 1941–42

## Thành tích tốt nhất

### Giải vô địch
- First Division / Premier League (Tier 1)[9]
  - 5th – 1935–36
- Western League[9]
  - 2nd – 1904–05
- Southern League First Division[9]
  - 9th – 1905–06

### Cúp
- Cúp FA[9]
  - Vòng 6/Tứ kết – 1937–38, 1945–46, 1948–49, 1988–89
- Football League Cup[9]
  - Vòng 4 – 1982–83, 2010–11
- Football League Trophy[9]
  - Vào chung kết – 1984–85, 2000–01, 2010–11
- Empire Exhibition Trophy[18]
  - Vòng 1 – 1938
- Southern Professional Floodlit Cup[14]
  - Bán kết – 1955–56, 1956–57
- First Alliance Cup[19]
  - Vòng 1 – 1988

## Giải thưởng
- Giải thưởng Football League
  - Câu lạc bộ Cộng đồng của Năm (2): 2005–06, 2013–14[20]
  - Câu lạc bộ Cộng đồng của Năm League Two (1): 2008–09[20]
  - Tài trợ câu lạc bộ tốt nhất (1): 2006–07[20]
  - Family Excellence Award (8): 2007–08, 2009–10, 2010–11, 2011–12, 2012–13, 2013–14, 2014–15, 2015–16[21][22]
- Stadium Business Awards
  - Sponsorship, Sales and Marketing (1): 2013[23]
- League Managers Association Performance of the Week
  - 3–0 với West Bromwich Albion, Vòng Một Football League Cup, lượt về, ngày 18 tháng 8 năm 1998[24]
  - 4–0 với Wolverhampton Wanderers, Championship, ngày 29 tháng 11 năm 2014[25]
- Littlewoods Giant Killers Award
  - 2–1 với Norwich City, Vòng Ba Cúp FA, ngày 6 tháng 1 năm 1996[26]